# United States Agency for International Development

United States Agency for International Development (USAid) är en federal amerikansk myndighet för internationellt utvecklingssamarbete, bildad 1961. USAid utgör en del av utrikesdepartementet.
USAid är huvudansvarig för USA:s statliga utvecklingshjälp och civila stöd till andra länder. Med sin årliga budget på över 50 miljarder US-dollar är den en av världens största statliga hjälporganisationer. Den står för över hälften av USA:s utlandsbistånd, motsvarande det största utlandsbiståndet i dollar räknat. Myndigheten är inblandat i biståndsprojekt i över 100 länder, mestadels i Afrika, Asien, Latinamerika, Mellanöstern och Östeuropa.
2025 meddelade den nytillsatta Trump-regeringen stora förändringar av USAids verksamhet, och president Donald Trump fattade beslut om en nästan fullständig frysning av utlandsbiståndet. Elon Musk, ledare för det nybildade departementet för statlig effektivisering, offentliggjorde sin avsikt att helt lägga ner USAid.

## Historik

### Bakgrund
USAid bildades 1961, efter beslut av USA:s dåvarande president John F. Kennedy. Detta var under kalla kriget, och USA:s mål med organisationen var att minska Sovjetunionens då ökande verksamhet i och påverkan på länder i tredje världen; många av dessa höll då på att göra sig självständiga från olika europeiska kolonialmakter.
Bildandet av myndigheten föregicks av Marshallplanen, som efter andra världskriget bidrog till att bygga upp ett antal krigsdrabbade europeiska länder. Den gången kontrade Sovjetunionen med att ta initiativ till sin ekonomiska samarbetsorganisation Comecon, vilken skapade ekonomiska band mellan landet och ett antal nu kommunistledda länder i den östra halvan av Europa.

### Efter kalla kriget
USAid överlevde Sovjetunionens uppbrytning i början av 1990-talet. Därefter har den fortsatt att fungera som del av USA:s ekonomiska och politiska närvaro i många länder runt om i världen. Bland annat har USAid arbetat i konkurrens mot Kinas "Ett bälte, en väg", där Folkrepubliken syftat till att koppla samman delar av Afrikas och Asiens ekonomier med dess egen. USAid anses också ha spelat roll i förhållande till Rysslands politiska initiativ i bland annat Afrika.
Inrikespolitisk kritik mot USAid har ofta kommit från republikanskt håll. Där har man ofta sett USAid som en liberal uppfinning och med otillräcklig koppling till USA:s utrikespolitiska ambitioner.

### 2025
I samband med presidentvalet 2024 meddelade Donald Trump och hans rådgivare Elon Musk en önskan att avskaffa eller kraftigt minska den statliga verksamheten inom ett antal sektorer. Detta drabbade i februari USAid, där alla dess 10 000 anställda från och med 7 februari 2025 kommer att permitteras. Information om detta lades i början av februari in på USAids webbplats, där det mesta av webbplatsen i övrigt stängdes ner. Målet anses vara att integrera USAids verksamhet med USA:s utrikesdepartement, efter att president Trump menat att USAid agerat självsvåldigt och inte i linje med USA:s utrikespolitiska ambitioner.
En mängd USA-ledda utvecklings- och samarbetsprojekt riskerade därmed att läggas ner, vilket ledde till utbredd oro internationellt. Många hade även åsikten att nedstängningen av USAid, som grundades 1961 i syftet att minska Sovjetunionens ökande betydelse i tredje världen, allvarligt kommer att skada USA:s intressen internationellt.
Frysningen av USAids verksamhet gjordes med hjälp av en presidentorder. En nedstängning av hela myndigheten kan dock bara genomföras efter beslut från kongressen.

## Internationell jämförelse
USAid kan jämföras med den svenska motsvarigheten Sida. Den svenska biståndsmyndigheten har för år 2025 en budget om drygt 24 miljarder kronor, och man hanterar cirka hälften av de årliga svenska biståndsmedlen till andra länder. Sida har ungefär 800 årsarbetskrafter (omräknat till heltidstjänster på ett år), att jämföra med USAids cirka 10 000 anställda; USA har drygt 23 gånger så stor befolkning som Sverige. Sidas rötter ligger i Nämnden för internationellt bistånd, bildad 1962, och man arbetar på gemensamt uppdrag från Sveriges regering och riksdag.
Under 1960-talet bildades ett antal liknande biståndsorganisationer i olika i-länder. Den tyska DED (Deutscher Entwicklundsdienst) verkade mellan 1963 och 2010, varefter man följdes av GIZ. 1968 bildades Kanadas motsvarighet CIDA/ACDI; man integrerades dock 2013 i det kanadensiska utrikesdepartementet. Franska AFD (Agence française de développement) bildades dock redan 1941, enligt dem själva som den äldsta biståndsorganisationen i sitt slag. Kinas statliga biståndsorgan (internationellt marknadsfört som China Aid) inledde sin verksamhet 2018 och har från starten lagt stor vikt vid följsamhet mot Kinas utrikespolitiska mål.